# Marcos García Barrero
Nacido en Gijón (España), es actor, dramaturgo, poeta y experto en técnica vocal (vocal coach). Doctorado en Literatura Comparada en la Universidad Autónoma de Madrid-UAM y licenciado en Interpretación Textual por la Real Escuela Superior de Arte Dramático de Madrid (RESAD), es profesor acreditado por la ANECA e investigador en la Universidad de Connecticut (EE UU) desde el año 2020. 

## Trayectoria
Ha participado en más de 30 espectáculos profesionales, con diferentes compañías y artistas como la compañía Metatarso Producciones , el coreógrafo Chevi Muraday (Premio Nacional de Danza 2006), La Esquirla (Teatro Pradillo), el actor y director Juan Diego Botto, la cantante y performer Fátima Miranda, el artista visual Miguel Espada y la directora de escena Ana Kuntzelman. Ha compartido escenario con actores de la talla de José Coronado, Juan Diego Botto, Ruth Díaz, Juan Carlos Vellido, Ledicia Sola, Emilio Buale, Marta Etura, Josep Albert, Cristóbal Suárez, Juan Díaz, Chefa Alonso y Javier Ortiz Arraiza.  
Inicios en Asturias
En Asturias, estrena obras de Bertolt Brecht, Edward Bond y Aristófanes con el Teatro de la Esfera de la ONCE, dirigido por Felipe Ruiz de Lara. Paralelamente, descubre la danza contemporánea de la mano de la bailarina y coreógrafa Estrella García. Para ella escribe el libreto de la pieza de teatro-danza Espera que me recompongo, representada en el Teatro Jovellanos de Gijón. Este trabajo es fruto de la huella que deja en él una de las últimas actuaciones en España del legendario bailarín inglés Lindsay Kemp, en la que mezcla pantomima, teatro físico, ópera y danza. Kemp, primer maestro de David Bowie, se convierte en su referente a la hora de concebir la escena y su trabajo como intérprete, un punto de encuentro entre diferentes disciplinas. 
Madrid
Se traslada a Madrid e ingresa en la Real Escuela Superior de Arte Dramátio de Madrid (RESAD) para estudiar interpretación. Allí conoce a los  los dramaturgos Eurico Javier de la Peña y Darío Facal, con quienes funda la compañía teatral Metatarso Producciones, en la que permanece hasta 2009. A lo largo de este periodo, se desarrolla en el teatro de creación colectiva y y protagoniza varios montajes entre los que destacan los escritos y dirigidos por Darío Facal: Morfología de la soledad (2003), Madrid Laberinto XXI (2007) e Historia de amor: últimos capítulos (2007), del autor de Jean-Luc Lagarce (bajo el seudónimo de Marcos Gaba). 
Entre los años 2002 y 2006 es un habitual del Ciclo Autor del Festival Escena Contemporánea, dirigido por el Premio Max de la Crítica 2007, Vicente León. Junto a él protagoniza la pieza Pedazos rotos de algo (2003), de Benito Escobar Vila y actúa en montajes de los autores Heiner Müller, Botho-Strauss, y Caryl Churchill. Su crecimiento como intérprete le permite actuar en festivales internacionales como el de Colonia (Studiobühne 2004), el de El Cairo (CIFET 2005) y el del teatro Wolksbühne de Berlín (2008). Esta etapa culmina con su participación como actor en la adaptación que Borja Ortiz de Gondra y Juan Diego Botto hacen de Hamlet, lo que le lleva a una gira por España, que culmina en el Centro Dramático Nacional de Madrid.
Londres: investigación vocal y académica
En 2009 se traslada a vivir a Londres, donde estudia técnica vocal aplicada al canto y el teatro musical con la doctora Gyllyanne Kayes y Jeremy Fisher (Vocal Process). Actúa en el Festival Henley con la obra Men on the Verge of an Hispanic Breakdown (2010) e investiga la relación entre los espectadores y los actores en la escena posdramática británica en las puestas en escena de las compañías Punchdrunk y Shunt. Gracias a esta labor escribe una tesina dirigida por el experto en retórica y teoría de la comunicación Tomás Albaladejo que culmina en una tesis doctoral que explora las relaciones entre el cine, el espectador y el stand-up comedy en la obra de Woody Allen.
A partir de este momento compagina su labor como escritor de ficción con la investigación académica y el estudio práctico de la voz hablada y cantada. Concha Doñaque, catedrática de voz de la RESAD, le introduce en la relación entre la palabra y la acción enseñada por la vocal coach Cicely Berry en la Royal Shakespeare Company. Con el también profesor de expresión oral, Vicente León, profundiza en la fisicidad del lenguaje y sus elementos prosódicos, y gracias a la cantante de ópera contemporánea Esperanza Abad descubre las sutilezas expresivas del canto moderno.
Madrid: 2010-2018
A su regreso de Londres, funda la compañía Vestigia Mood y estrena su pieza teatral Que al fin respire en el Festival La Alternativa 2011 (actual Teatro del Barrio). En este montaje –una recreación del mito de Orfeo– interpreta a un cantante y escritor con dotes sobrenaturales que debe luchar entre realizar sus sueños o amoldarse a una vida convencional. Asume la dirección, la dramaturgia y el papel principal y colabora con la experta en arte contemporáneo Mar Gutiérrez Rubio, que se hace cargo de la producción. Junto a ella coescribe la dramaturgia de El rey Lear (2012), de William Shakespeare, dirigida por Ana Contreras Elvira y protagonizada por los actores Clemente García y Huichi Chiu.

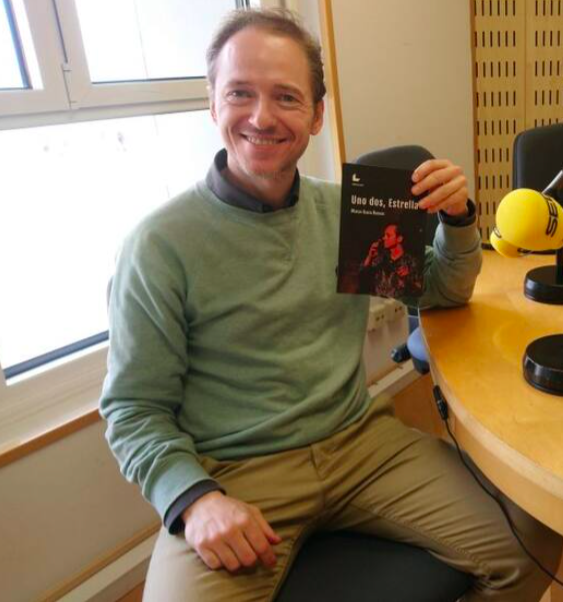

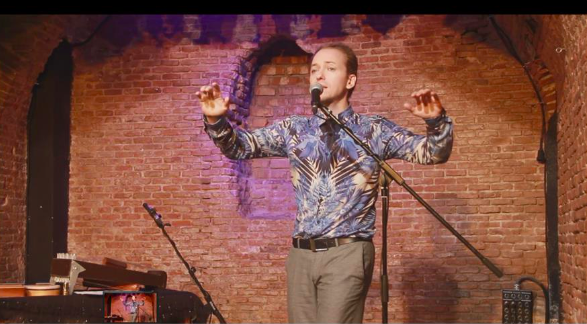

Su búsqueda artística le conduce a la compañía Snomians , un proyecto concebido por la directora y guionista Ana Kuntzelman que cuenta con los actores Leire Asarta, Clemente García y la actriz y bailarina Ada Fernández. Entre los años 2011 y 2016 participa en montajes interdisciplinares que beben de la performance, la danza, el cine, la creación audiovisual, la creación colectiva y el happening. A partir de esta práctica mutidisciplinar, desarrolla su relación con el público y muestra sus dotes de improvisador dramático. Las obras no parten de un texto previamente escrito y la ruptura de la cuarta pared teatral es constante. Este es el caso de espectáculos como Haunted House, estrenado en su versión performativa al aire libre en el Jardín Botánico de la Universidad Complutense de Madrid (2011) y en su versión para sala teatral en el Festival Periferias (Huesca 2013). En Experimentos científicos de cabaret contemporáneo interpreta a un científico que a su vez encarna al bailarín Nijinsky, mientras que sus compañeros de escena recrean las vidas de los bailarines y coreógrafos Mary Wigman, Rudolf Von Laban y Loïe Fuller. El espectáculo forma parte del Festival Surge de Madrid y se representa también en la sala Espacio Labruc, El Sol de York (regentada por Javier Ortiz Arraiza) y la Sala Beckett (Barcelona).
Su búsqueda artística le conduce a la compañía Snomians , un proyecto concebido por la directora y guionista Ana Kuntzelman que cuenta con los actores Leire Asarta, Clemente García y la actriz y bailarina Ada Fernández. Entre los años 2011 y 2016 participa en montajes interdisciplinares que beben de la performance, la danza, el cine, la creación audiovisual, la creación colectiva y el happening. A partir de esta práctica mutidisciplinar, desarrolla su relación con el público y muestra sus dotes de improvisador dramático. Las obras no parten de un texto previamente escrito y la ruptura de la cuarta pared teatral es constante. Este es el caso de espectáculos como Haunted House, estrenado en su versión performativa al aire libre en el Jardín Botánico de la Universidad Complutense de Madrid (2011) y en su versión para sala teatral en el Festival Periferias (Huesca 2013). En Experimentos científicos de cabaret contemporáneo interpreta a un científico que a su vez encarna al bailarín Nijinsky, mientras que sus compañeros de escena recrean las vidas de los bailarines y coreógrafos Mary Wigman, Rudolf Von Laban y Loïe Fuller. El espectáculo forma parte del Festival Surge de Madrid y se representa también en la sala Espacio Labruc, El Sol de York (regentada por Javier Ortiz Arraiza) y la Sala Beckett (Barcelona).
Carrera en solitario: Spoken Word (poesía escénica)
Tras tomar un curso de improvisación libre con la improvisadora y compositora de free jazz Chefa Alonso en La Casa Encendida (2016), forma con ella Menuda compañía para poner en escena los poemas de su futuro primer libro Uno dos, Estrella (2019). En este montaje, García Barrero escenifica 42 poemas sin atril, dirigidos al público, que son moldeados por la música improvisada de Alonso, lo que da lugar a un espectáculo en el que se entremezclan los géneros del cabaré, el Stand-up Comedy, la narración oral, la sátira, la improvisación libre y la poesía escénica. Después actuar en el Off de La Latina, el Teatro Nueve Norte, el Teatro del Barrio y el Teatro Albéitar, el director del Matadero de Madrid, Mateo Feijoo, programa el espectáculo en el festival FLIPAS (2018).
Durante su estancia en Asturias (2020-2021) actúa como improvisador cómico en el show Ye Impro con la compañía Trivilorio y escribe la comedia ¿Quién es Cicely Birtwell?, que se estrena en la librería La buena letra de Gijón (2021). A partir de entonces, abre una triple línea de trabajo que aúna arte e investigación y desarrolla entre Estados Unidos y España: la exploración de la relación entre los espectadores y los intérpretes, la enseñanza de técnica vocal para profesionales de la comunicación (hablar en público), y la creación de espectáculos de poesía escénica interpretados y escritos por él. De esta última, nace el libro Delirios de un figurante (Bajamar 2023) y su espectáculo homónimo, que se presenta en diferentes versiones en Toma 3 (Gijón), en la librería La Imprenta (Madrid) y en El prestoso (Avilés). En cada una de ellas comparte escenario con los músicos Pablo Barreiro (alias Ego dresses), Fernando López-Andújar y Carmen Miranda. Con la ayuda de esta última compone cinco canciones para contrabajo y dos voces que ven la luz en el Museo Juan Barjola (2024).
Docencia e investigación
En el año 2004 comienza a enseñar voz, interpretación y expresión corporal para el Vicerrectorado de la Universidad Complutense de Madrid, y en el 2009 se establece en Londres para trabajar como actor y profesor de teatro. Allí imparte talleres de creación colectiva en la Royal Academy of Dramatic Art (RADA) para la comunidad hispanohablante de la ciudad, junto a la compañía anglo-francesa Echange Theatre Company. Tras doctorarse en el 2016 enseña cursos on line en el Máster de Estudios Teatrales Avanzados de la Universidad Internacional de la Rioja (UNIR) y entra a formar parte del equipo de investigación liderado por el dramaturgista y crítico teatral José Gabriel López Antuñano y por la investigadora Margarita del Hoyo Ventura.
Sus investigaciones más recientes se centran en la ruptura de la cuarta pared teatral en los montajes de Las Reinas Chulas (México), Lola Arias y Pablo Messiez (Argentina), El Pont Flotant, Trivilorio, Belladona y Pablo Remón (España). Sus publicaciones se encuentran principalmente en las revistas académicas Latin American Theater Review (LATR), Revista Teatro, Acotaciones y Signa.

## Obras de teatro y espectáculos
- Espera que me recompongo. Teatro Jovellanos. 1996
- La importancia de los actos cotidianos. Performance producida por Metatarso. 2001
- Estaba en casa y esperé que llegara la lluvia, de Jean Luc-Lagarce.[1]Dirigida por Darío Facal y producida por Metatarso Producciones para la Sala Ensayo 100. Producción y ayudante de dirección. 2001-2002
- Kellogg’s Politik. Productor. 2002
- Morfología de la soledad, de Chevi Muraday. Actor y bailarín. Premio del Público-Círculo Bellas Artes.[2]2003
- Pedazos rotos de algo. Dirigida por Vicente León.[3] Ciclo Autor de Escena Contemporánea.[4] 2003
- El beso del olvido, de Botho Strauss.[5] Dirigido por Vicente León. 2004
- La guía. Director: Juanfra Rodriguez. Festival Escena Contemporánea. 2004
- Atila Furioso, de Cristóbal. Director: Darío Facal. Centro de Documentación de las Artes Escénicas y de la música. 2005
- Icecream.[6] Dirigida por Darío Facal. Centro de Documentación de las Artes Escénicas y de la Música.[7] Madrid Teatro. Festival Escena Contemporánea.  2005
- Camino de Wolokolamsk. Monólogo.[8][9] Director: Darío Facal. Compañía Metatarso. 2006
- Historia de amor: últimos capítulos. Lectura dramatizada. 2007
- Jean-Luc Lagarce, 50 aniversario. Lectura dramatizada. La casa encendida, Madrid. 2007. VIDEO VIDEO prólogo.
- Testamento Vienés. Ayudante de dirección y coach de actores. Autoría y dirección: Jesús Eguía. 2007
- Hamlet. Director: Juan Diego Botto.[10]Centro Dramático Nacional. (Nombre: Marcos Gaba). Madrid Teatro. 2008.
- Madrid Laberinto XXI, de Darío Facal.[11] Comunidad de Madrid-Volksbühne de Berlín. 2009
- Men of the Verge of an Hispanic Breakdown. Director: Alex Postigo. Henley Festival, Londres. 2010
- Haunted House (In the Gardens).[12] Dirigido por Ana Kuntzelman. Jardín Botánico de la Universidad Complutense de Madrid, 2011
- Que al fin respire. Actor, dramaturgo y productor.  Festival La Alternativa. 2011
- Perversiones.[13] Coach de movimiento para la cantante Fátima Miranda. XXVIII Festival de otoño en primavera. Madrid, 2011
- El rey Lear. Actor y dramaturgista. Directora: Ana Contreras. 2011
- Rafael y la Fornarina, de Aurora Mateos. Director de la lectura dramatizada con el actor Juan Díaz. 2012
- Eloísa está debajo de un almendro.[14]Actor. Karpas Teatro, Centro de Documentación de la artes escénicas y de la música. 2012
- Experimentos científicos de cabaret contemporáneo.[15] Festival Surge. 2014
- Haunted House.[16][17] Actor. Dirigido por Ana Kuntzelman. Teatro de la Sensación, Ciudad Real, 2014
- Uno dos, estrella. Espectáculo teatral y musical.[18]Producción: Menuda compañía. Teatro Madrid.[19]
- Cambio climático, un musical punk. Dirigido por Ana Kuntzelman para el Festival Surge. 2015
- Nijinsky Experimento #2.[20] Dirijido por Ana Kuntzelman. Sala Becket, Obrador Internacional de Dramaturgia. Barcelona, 2015
- La música vuela. Concierto espectáculo dirigido por la compositora Chefa Alonso.
- Uno dos, Estrella, con Chefa Alonso.[21][22][23][24] Festival Flipas. Matadero-Mateo Feijoo. 2018
- Heart of Darkeness.[25][26] Radio Drama escénico con Ciklus Ensemble y Yelmo de Membrino Teatro. Para MIXTUR (Festival de Nova Creació Sonora de Barcelona).
- La Orquesta Carnival.[27] Textos y voz. Espectáculo interdisciplinar de improvisación dirigido por Chefa Alonso. Teatro del Barrio, 2017
- Trivilorio ye impro.[28] Compañía asturiana de improvisación. Gijón, 2020
- Delirios de un figurante. Poesía escénica,[29] 2022

## Libros
- Relatos de amor y desamor. Habla con Eñe. Coautor. Locuciones. 2013. ISBN 9788493991135
- Uno dos, Estrella.[30][31]Editorial Libros.com. 2019. ISBN digital: 9788417643843. ISBN 9788417643836
- LdeLírica III.[32]Huerga y Fierro Editores. 2022. ISBN 978-84-124367-8-5
- Delirios de un figurante. BajaMar Editores. Poesía. 2023. ISBN 978-84-127079-7-7

## Premios y reconocimientos
- Premio del público. 17º Certamen Coreográfico de Madrid, 2003. "Morfología de la soledad. Movimiento I". Chevi Muraday.[33]
- Semifinalista[34]III Premio Nacional de Poesía Viva #LdeLírica 2021.
- Finalista en el concurso internacional de videopoemas POEX2022, con la obra Las relaciones nacen. 2022.
- Premio Joseph Palermo. Departamento de Literature, Culture and Languages de la Universidad de Connecticut. 2023.
- V Edición L de Lírica. Semifinalista[35]. 2023
- Premio a la mejor investigación académica por "Estudio de la relación entre espectadores y actores en la escena contemporánea. Departamento de Literature, Culture and Languages de la Universidad de Connecticut. 2024.
- Finalista en el III Concurso Internacional de Videopoemas POEX 24, con la obra Si un salto en el tiempo. Marcos García Barrero, en colaboración con el músico Fernando López Andújar. Seleccionado. 2024[36]

## Artículos
- Sobre La araña del cerebro. La Carcoma Críticas. 29 de abril de 2016.
- Los aullidos de Cris Puertas. Teatro Magazine. 21 de abril de 2021.
- Agrupación Señor Serrano. BIRDIE: emigración bajo par. 16 de septiembre de 2021.